# ميخائيل كارني
ميخائيل كارني (بالإنجليزية: Michael Carney)‏ هو مخرج فني وفنان ومصور أمريكي، ولد في 9 يناير 1982 في آكرون في الولايات المتحدة.

## وصلات خارجية
- الموقع الرسمي